# 부여 황일호 사당
부여 황일호 사당은 충청남도 부여군 부여읍 가증리에 있는 사당이다. 2019년 12월 20일 부여군의 향토문화유산 제142호로 지정되었다.

## 지정 사유
황일호(1588~1641)의 자는 익취, 호는 지소이다. 운봉현감, 전주판관, 임천군수 등을 역임한 후 병자호란이 일어나자 인조를 호종하여 남한산성에 들어가서 독전어사로 전공을 세웠고, 척화를 적극 주장하였다. 훗날 송시열 등에 의해 춘추대의를 지킨 충신으로 알려지면서 1711년 6월 찬성의 증직과 ‘충렬(忠烈)’이라는 시호가 내려졌다. 강화 충렬사, 부여 의열사, 운봉 용암서원, 의주 백마산성사에 배향되었다.
황일호의 묘는 충청남도 문화재자료 제111호로 지정되어 있으며, 현재 부여읍 가증2리 마을에 위치한 황일호 사당의 후면 언덕에 위치하고 있다. 부여 황일호 사당은 부여군 향토문화유산 제51호인 부여 황일호 신도비 및 황진 효자각이 1927년에 현 장소로 이건된 점을 감안할 때 20세기 초반에 건축되었을 것으로 추정되며, 배향인물의 중요도 등 무형유산적 가치도 충분하다고 판단되어 부여군 향토문화유산으로 지정되었다.

## 같이 보기
- 부여 황일호 신도비 및 황진 효자각 - 부여군 향토문화유산 제51호
- 황일호의 묘 - 충청남도 문화재자료 제111호